# سيمون شابمان
سيمون شابمان (بالإنجليزية: Simon Chapman)‏ هو عالم اجتماع أسترالي، ولد في 1951.